# Mohamed Faraj Doukkali
 (octobre 2021).
La mise en forme du texte ne suit pas les recommandations de Wikipédia : il faut le « wikifier ».
Les points d'amélioration suivants sont les cas les plus fréquents. Le détail des points à revoir est peut-être précisé sur la page de discussion.
- Les titres sont pré-formatés par le logiciel. Ils ne sont ni en capitales, ni en gras.
- Le texte ne doit pas être écrit en capitales (les noms de famille non plus), ni en gras, ni en italique, ni en « petit »…
- Le gras n'est utilisé que pour surligner le titre de l'article dans l'introduction, une seule fois.
- L'italique est rarement utilisé : mots en langue étrangère, titres d'œuvres, noms de bateaux, etc.
- Les citations ne sont pas en italique mais en corps de texte normal. Elles sont entourées par des guillemets français : « et ».
- Les listes à puces sont à éviter, des paragraphes rédigés étant largement préférés. Les tableaux sont à réserver à la présentation de données structurées (résultats, etc.).
- Les appels de note de bas de page (petits chiffres en exposant, introduits par l'outil «  Source ») sont à placer entre la fin de phrase et le point final[comme ça].
- Les liens internes (vers d'autres articles de Wikipédia) sont à choisir avec parcimonie. Créez des liens vers des articles approfondissant le sujet. Les termes génériques sans rapport avec le sujet sont à éviter, ainsi que les répétitions de liens vers un même terme.
- Les liens externes sont à placer uniquement dans une section « Liens externes », à la fin de l'article. Ces liens sont à choisir avec parcimonie suivant les règles définies. Si un lien sert de source à l'article, son insertion dans le texte est à faire par les notes de bas de page.
- La présentation des références doit suivre les conventions bibliographiques. Il est recommandé d'utiliser les modèles {{Ouvrage}}, {{Chapitre}}, {{Article}}, {{Lien web}} et/ou {{Bibliographie}}. Le mode d'édition visuel peut mettre en forme automatiquement les références.
- Insérer une infobox (cadre d'informations à droite) n'est pas obligatoire pour parachever la mise en page.

Pour une aide détaillée, merci de consulter Aide:Wikification.
Si vous pensez que ces points ont été résolus, vous pouvez retirer ce bandeau et améliorer la mise en forme d'un autre article.
Mohamed Faraj Doukkali (né en 1937 à Tanger et décédé le 31 août 2021 à Rabat) est un diplomate marocain.

## Formation
Mohamed Faraj Doukkali a fait des études en sciences politiques.

## Parcours
Mohamed Faraj Doukkali était l'un des leaders du Parti de l'Istiqlal. Il a été membre du conseil national et du comité central du parti durant plusieurs mandats.
Débutant sa carrière professionnelle au ministère de l'Information, il a contribué à la création de la Radio Télévision Marocaine et de l'Institut supérieur du journalisme. Appelé ensuite au ministère des Affaires étrangères, il a été chargé d'affaires auprès de l'ambassade du Maroc à Tripoli. De retour à Rabat, il a été directeur de cabinet au ministère de l'Habitat et de l'Aménagement du territoire ainsi qu'au ministère de l'Artisanat et des Affaires sociales.

## Fonctions
- Ambassadeur du Maroc à Oman de 1985 à 1992.
- Ambassadeur du Maroc au Liban de 1993 à 1997.
- Ambassadeur du Maroc en Syrie de 1999 à 2003.
- Ambassadeur du Maroc en Égypte de 12 décembre 2003 au 10 février 2013[1].
- Ambassadeur du Maroc en Tunisie de 9 mars 2013 jusqu'en 2016[2],[3].

## Décès
Il meurt le 31 août 2021 à Rabat,,,.